# 北部州 (カメルーン)
北部州（ほくぶしゅう）（英語: North Province、フランス語: Province du Nord）は、カメルーン北部にある州である。アダマワ高地の北側にあたる。面積65,576 km2、人口832,165人（1987年）。州都はベヌエ川沿いのガルア (Garoua) である。

## 隣接州
- 極北州
- 西マヨ・ケッビ州
- ロゴン・オリエンタル州
- ウハム・ペンデ州
- アダマワ州 (カメルーン)
- アダマワ州 (ナイジェリア)

## 下位行政区画
- Bénoué - 中心都市：ガルア

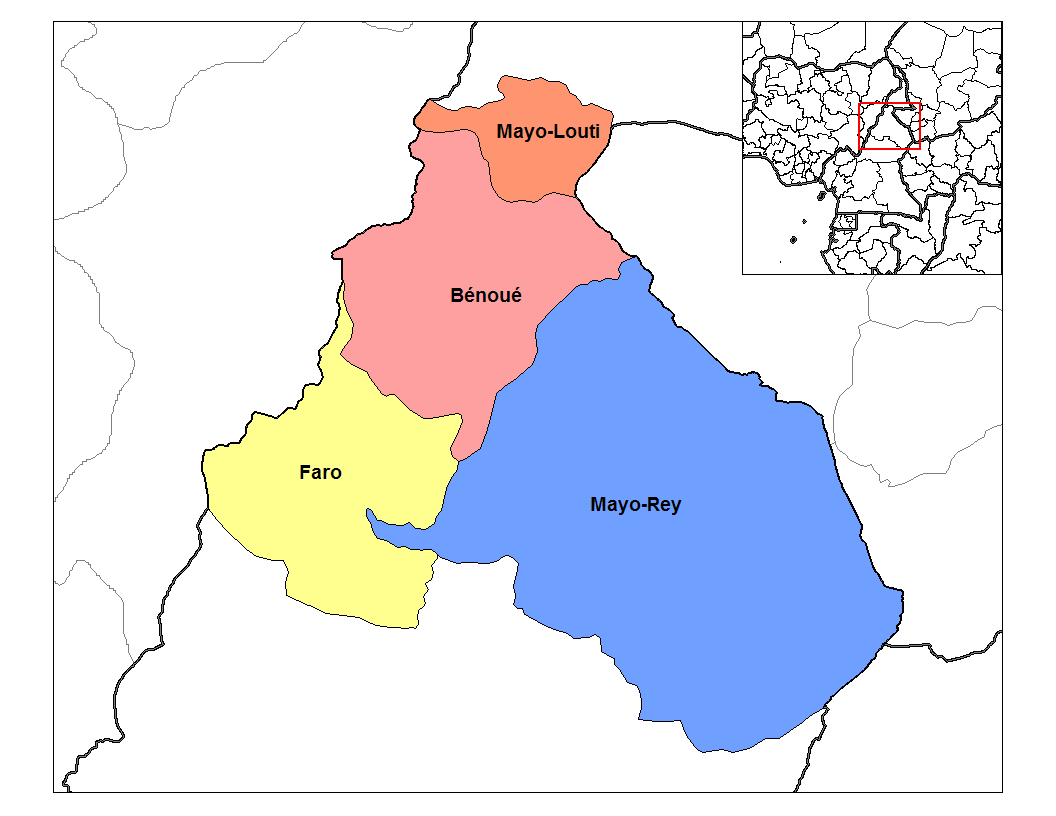
北部州の県

- Faro - 中心都市：ポリ（フランス語版）
- Mayo-Louti - 中心都市：ギデ（英語版）
- Mayo-Rey - 中心都市：トッシェリール（英語版）